# ملكة المسارح (فلم)
ملكة المسارح  فيلم تشويق وإثارة مصري للمخرج الإيطالي ماريو فولبي عام 1936 من قصة وسيناريو وحوار بديع خيري والمؤلف المصري موريس قصيري. الفيلم من بطولة بديعة مصابني، مختار عثمان، بشارة واكيم، فؤاد الجزايرلي، سلامة حسن، وعبدالحليم القلعاوي  وتدور أحداثه حول زوجة يهجرها زوجها بعد بضعة أيام من الزواج، فتعيش حياتها للفن وتحقق المجد والشهرة، وبعد سنوات يأتي رجل بوصية زوجها ومبلغ مالي ضخم، تستلمه بشرط الزواج من حامِل الوصية لمدة ثلاثة سنوات على الأقل.
صدر الفيلم إلى دور العرض المصرية في 27 فبراير 1936.
منح موقع قاعدة بيانات الأفلام العربية «السينما.كوم» الفيلم درجة 5.4/ 10.

## ملخص أحداث الفيلم
تتزوج الشابة الجميلة بديعة (بديعة مصابني) من رجل ثري ولكن سعادتها لا تدوم إلا أيام قليلة حيث يهجرها زوجها، وعلى الرغم من ذلك تتماسك الشابة الوحيدة وتتجه للعمل الفني ومع الوقت يرتفع نجمها وتصبح صاحبة لواحد من أشهر مسارح التمثيل والغناء والرقص. تستمر الحياة وتنسى الجرح القديم ولكن يظهر ما يجدد كل أحزان الماضي حيث تتسلم وصية زوجها الثري بعد وفاته وقد أوصى لها بثروة ضخمة تحت شرط واحد وهو أن تتزوج حامل الوصية وتقسم الثروة بينهم وإذا خان أحد الزوجين الآخر تؤول الثروة كلها للطرف الذي كان مخلصا ولم يخن.

## طاقم التمثيل
- بديعة مصابني
- مختار عثمان
- بشارة واكيم
- فؤاد الجزايرلي
- سلامة حسن
- عبد الحليم القلعاوي
- سيمون إليكس [12]
- عبد الحميد زكي
- إيزابيل
- ألفريد حداد [13]
- محمود التوني
- إسكندر كافوري [14]
- عبده السروجي (غناء) [15]

## خلفية وتداعيات الفيلم
كانت بداية انهيار إمبراطورية بديعة مصابني عام 1936، وذلك عندما أسست شركة «أفلام بديعة للإنتاج السينمائي»، وأنتجت فيلم «ملكة المسارح» وقامت ببطولته ولكنه لم يحقق نجاحًا يذكر، وكانت قد حصلت على تكاليف إنتاج الفيلم من البنك؛ وكان الإنتاج ضخما شمل أبطال الفيلم و 20 راقصة وبلغ عدد الممثلين والكومبارس 500. حجزت الضرائب على ممتلكاتها، فأغلقت الشركة ولم تكمل مشوارها في الإنتاج السينمائي وبقيت في المسرح مع فرقة زوجها نجيب الريحاني.
بفشل الفيلم تراجع نجوم هذه الفترة عن خوض التجربة، وظهرت بديعة مصابني عام 1937 في دور صغير في فيلم «الحل الأخير» للمخرج عبد الفتاح حسن.
طالبت مصلحة الضرائب بديعة مصابني، في عام 1949، بالضرائب على مكاسبها طوال فترة عملها بمصر، وهنا قررت الهروب بممتلكاتها إلى لبنان بمساعدة صديقها البريطاني  على طائرة خاصة إلى وطنها عام 1950.
قررت بديعة، في عام 1953، العودة إلى مصر وتم القبض عليها بتهمة التهرب من الضرائب ثم تم إخلاء سبيلها بعد اتصال محاميها بالمسئولين في مصلحة الضرائب لتسوية النزاع وتم التصالح على أن تقوم بديعة بدفع المبالغ المستحقة لمصلحة الضرائب بعد تخفيضها.
سافرت بديعة مرة ثانية إلى لبنان وقررت عمل مصنعا للجبن والالبان في مدينة شتورة وظلت هناك إلى أن توفيت في 23 يوليو 1974 عن عمر يناهز 86 سنة.
رغم عدم نجاح فيلم «ملكة المسارح» إلا أن لقب ملكة المسارح ظل مصاحبًا لبديعة مصابني حتى وفاتها.

## روابط خارجية
- مقالات تستعمل روابط فنية بلا صلة مع ويكي بيانات
- ملكة المسارح على الدهليز
- ملكة المسارح على كاروهات

https://letterboxd.com/film/queen-of-the-stage/ ملكة المسارح (فيلم)
https://www.themoviedb.org/movie/332058-malakat-el-massareh?language=ar-SA ملكة المسارح (فيلم)